# Mithridates I van Pontus
Mithridates I Ctistes van Pontus (ca. 330 - 266 v.Chr.) was de stichter van het koninkrijk Pontus aan de zuidkust van de Zwarte Zee.

## Biografie
Mithridates werd geboren in de heersende familie over de Griekse stad Kios. In 302 v.Chr. werd Mithridates II van Kios vermoord op verdenking van samenzwering met Cassander tegen de diadoch Antigonos. Mithridates erfde de landen als Mithridates III van Kios en werd gewaarschuwd door zijn vriend Demetrios dat ook hij in gevaar was. 
Mithridates vluchtte naar Paphlagonië en wist zich daar te vestigen in Cimiata, een sterke vesting. Vanuit deze plaats begon hij meer gebieden in de nabije omgeving te veroveren. Hij nam officieel de titel van basileus Mithridates I Ctistes aan, waarschijnlijk in 281 v.Chr., en werd daarmee de stichter en eerste koning van het koninkrijk van Pontus. Hij stierf in 266 v.Chr. en werd opgevolgd door zijn zoon Ariobarzanes. Hij werd begraven in een koninklijk graf in de hoofdstad van zijn rijk, Amasia.